# マウント・バンザン (小惑星)
マウント バンザン（30963 Mount Banzan）は近日点が火星の軌道より内側にある小惑星である。宮城県仙台市の愛子（あやし）観測所で小石川正弘が発見した。
愛子観測所があった蕃山に因んで命名された。(10453) Banzanが江戸時代の学者、熊沢蕃山に因んで命名されているので、こちらにはマウントがつけられている。